# Myopathie des Musculus teres minor
Die Myopathie des Musculus teres minor ist eine sehr seltene Muskelerkrankung beim Hund, bei der der Musculus teres minor betroffen ist. Der Muskel ist beim Hund ein reiner Beuger des Schultergelenks. Klinisch zeigt sie sich in hochgradiger Schmerzhaftigkeit und reduzierter Beugung des Schultergelenks. Die Diagnose wird durch bildgebende Verfahren und histopathologische Untersuchung einer Muskelbiopsie gestellt. Zur Therapie wird der Muskel vollständig entfernt, die Beugung des Gelenks wird durch die anderen Schultergelenksbeuger vollständig kompensiert.